# Lorenzo Davidico
Lorenzo Davidico (Castelnovetto, 1513 – Vercelli, 29 agosto 1574) è stato un presbitero italiano.
Imprigionato nel 1555 per malversazioni, bestemmie e sodomia dall'Inquisizione di Roma, interrogato e torturato, evase dal carcere, continuando liberamente a pubblicare scritti devozionali concepiti secondo l'ortodossia cattolica.

## Biografia
Lorenzo Davidico, il cui vero nome era Paolo Lorenzo Castellino de David, nacque nel 1513 nel piccolo borgo di Castelnovetto da Giorgio de David e da Giovanna, forse piccoli proprietari terrieri. Le guerre, che devastarono la pianura padana nella prima metà del secolo, portarono, nel 1528, alla distruzione della casa de David, costringendo la famiglia a emigrare nella vicina Vercelli.
Qui studiò con un prete torinese di nome Felice, che gli impartì i consueti insegnamenti di latino, di grammatica e di logica. Risalgono a questi anni la morte del padre e la perdita dei beni di famiglia, evento che egli vorrà interpretare come primo segno di un disegno provvidenziale che lo destinava alla santità. Nel 1531 Lorenzo fu a Roma, presso un suo parente, Cristoforo Corneto, «inserviens» di papa Clemente VII, dal quale fu raccomandato al servizio del cardinale Lorenzo Pucci, morto quello stesso anno, e dei nipoti Antonio e Roberto Pucci, che gli fecero ottenere dei «benefici», rendite la cui natura non è meglio nota.
Prese gli ordini minori e, a suo dire, si laureò in teologia e in diritto canonico ma, poiché «desiderava ardentemente un profondo cambiamento della sua vita», fattosi prete, nel 1534 lasciò Roma per Milano, intenzionato a far parte della congregazione barnabita, che appena l'anno prima, il 18 febbraio 1533, aveva conseguito il primo breve di approvazione da parte di Clemente VII. È molto probabile che a suggerirgli quella scelta sia stato Basilio Ferrari, presente a Roma in qualità di scrittore apostolico nella curia papale e fratello di Bartolomeo, fondatore della nuova congregazione insieme con Antonio Maria Zaccaria e Giacomo Antonio Morigia.

### Fra i chierici regolari di san Paolo
Antonio Maria Zaccaria, cappellano della contessa di Guastalla, Ludovica Torelli, insieme con il Morigia e il Ferrari, aveva fondato a Milano la nuova Compagnia dei Figlioli e delle Figliole di Paolo Santo, costituita da tre collegi di sacerdoti, di suore e di laici. Il collegio femminile di suore Angeliche si costituì con approvazione del 15 gennaio 1535 di papa Paolo III, mentre quello maschile, di chierici regolari, venne approvato definitivamente con successiva bolla del 25 luglio, insieme con un'altra casa di laici, i Maritati di san Paolo.

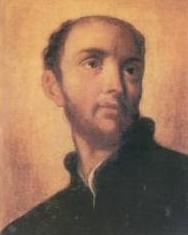
Antonio Maria Zaccaria

Lo Zaccaria era un devoto allievo del frate domenicano Battista da Crema (1460-1534) e sollecitava ai suoi compagni la lettura dei libri del frate come, se «ben intesi e con le mani operati», capaci di «condurre alla perfezione». Tuttavia le opere di fra' Battista erano già sospette di eresia, come allude un breve di Clemente VII del 1525 e ancor più Gian Pietro Carafa, che alla notizia della morte del domenicano, nel 1534, si augurava che «Dio [avesse] misericordia di lui», provvedendo poi, una volta eletto papa, a mettere le sue opere all'Indice. Infatti, nel 1536 si avviava a Roma un'inchiesta sulle conventicole milanesi, sospettate di perseguire le eresie di beghine e di poveri di Lione che avrebbe portato alla condanna per pelagianesimo nel 1552 della dottrina di fra' Battista, giudicata «scandalosa in più punti, temeraria in altri e in molti eretica».
Fra' Battista aveva mosso un'aspra polemica contro il desiderio di ricchezza e la ricerca del piacere, indicando ad antidoto contro il pericolo di cadere nei vizi del mondo un'estrema austerità di vita, improntata al massimo controllo delle proprie passioni, favorito da opportune penitenze ma escludendo il formalismo devoto delle «tante compagnie con suoi stendardi, tante processioni et simili altre fantasie, che è uno caos infinito [ ... ] offici de morte, letanie et altre hore canonice». La sua polemica si estendeva alla corruzione di frati e preti, «avari et amatori de robba» la cui indifferenza e ipocrisia dava alimento all'eresia luterana. Occorreva recuperare un'autentica esperienza religiosa, «imparare ogni scientia et sapientia et etiam li secreti de Dio, li quali li soli spirituali possono conoscere» fino a «farse anzoli insieme con Paulo»
La Compagnia dei Figlioli e delle Figliole di Paolo Santo era intenzionata a tradurre in pratica gli insegnamenti di fra' Battista; gli slanci di spiritualismo misticheggiante, il fervore penitenziale e lo zelo caritativo avrebbero dovuto condurre al raggiungimento di quella quiete mentale in cui riposava la perfetta perfezione. Alla morte del domenicano, fu una donna, l'angelica Paola Antonia Negri, chiamata dagli aderenti «divina madre maestra» a testimonianza del suo eccezionale carisma, ad assumere il ruolo di punto di riferimento della Compagnia.
In una comunità di tanta severità fu accolto il Davidico, ma senza esserne formalmente incorporato e dopo aver dovuto rinunciare ai suoi benefici romani. Nel 1537 fu inviato a Vicenza con il Ferrari, per raccogliere nuove adesioni alla congregazione mentre, dopo aver provveduto, nel 1539, alla dote di una sorella, nel 1542 era a Verona per collaborare, con i maggiori padri barnabiti, all'opera di riforma avviata dal vescovo Gian Matteo Giberti. Nulla tuttavia si sa dell'opera da lui svolta nei primi dieci anni di appartenenza alla congregazione, finché non fu convocato, il 19 gennaio 1545, di fronte al Capitolo, per rendere conto del comportamento da lui tenuto a Varona e il 24 gennaio fu severamente ripreso, essendo stato giudicato pieno di «uno desiderio grande de libertà et di ambitione, dalli quali causava in esso molti defetti contro la obedientia [ ... ] si resentiva in grandissimo odio et sdegno; fu trovato pieno de suspitioni [ ... ] captivo della vanagloria [ ... ] de infidelità verso la obedientia, pieno de duplicità, pieno di amor proprio [ ... ] di persuasione di sapere e potere, come saria in predicar, in convertir anime, componer et di poter uscir grande [ ... ] di escusationi et duplicità, senza contritione: et in conclusione fu trovato tanto confuso et in tanta ruina che il capitolo non sepe che far di lui»

#### L'espulsione
A poco valse la punizione di adibirlo agli umili lavori della cucina, delle pulizie e della cura del pollaio. Responsabile di piccoli furti - qualche soldo, degli abiti - di aver scritto lettere anonime, fatte pervenire alla comunità, che lo scusavano e minacciavano i suoi accusatori, il 10 marzo 1547 il Capitolo barnabita decise la sua espulsione, dopo aver ascoltato la confessione di Lorenzo, resa con «pianti et dolori infiniti», dei suoi difetti di «duplicità, de libertà, de vivezza, de latrocinii, de immonditie, de biasteme, de iuditii confermati, de falsità usate in contrafar littere, de infamatione contra la casa con mandar littere sotto mano sua che paresseno de altri, de haver voluto andarsene portando via robbe de casa [ ... ] et infiniti, enormi delitti da non esser tolerati in casa de san Paulo».
Malgrado la sua richiesta di perdono, fu espulso dalla casa di san Paolo, sia pur con «abraciamenti» e con la raccomandazione del «disprezo di sé, la emendazione, la basezza rt la tortura di ogni suo volere». Quei dodici anni, pur così poco dignitosamente vissuti e più miseramente conclusi, lasceranno tuttavia un'impronta incancellabile sul Davidico.

### Ambizioso predicatore e persecutore di eretici
Era stato affidato al barnabita don Francesco, affinché lo tenesse nella sua casa di Tortona nella possibilità che si emendasse, ma Lorenzo lasciò molto presto quella casa per tornarsene a Milano e di qui, nel marzo 1548, passò a Bologna, dove avrebbe pubblicato un libretto, lo Specchio del vivere christiano, del quale non vi è più traccia, e dove conobbe il cardinale Giovanni Morone che egli accuserà un giorno di eresia luterana. Ancora a Milano e poi in Valtellina, ove numerosi erano gli italiani sfuggiti alle persecuzioni della Chiesa, per vantarsi di aver riportato, sia pure per pochi giorni, nel grembo del cattolicesimo - ma la circostanza appare molto fantasiosa - il pastore di Chiavenna Agostino Mainardi.

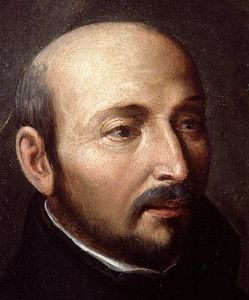
Ignazio di Loyola

Nuovamente a Roma, avrebbe predicato di fronte a Paolo III e cercato di entrare invano nella Compagnia di Gesù. Nel 1549 era a Forlì, da dove scriveva al Loyola dei suoi intenti di adoperarsi alla conversione degli eretici e a prendersi «cura de anime, quale è un'arte sopra le altre faticosa, difficile et pericolosa» progettando, sull'esempio dell'esperienza milanese, la creazione di Collegi di Maria Vergine, una nuova congregazione per laici che, guidati da un padre spirituale, sarebbero stati condotti «in la spiritual battaglia contra li proprii sensi, contra il mondo e l'iniquo serpente» Questi collegi, tuttavia, non saranno mai costituiti, malgrado egli avesse cercato appoggi nelle più alte gerarchie ecclesiastiche, dai cardinali inquisitori fino allo stesso papa Giulio III.
Nel giro di tre anni, dal 1550 al 1552, apparivano a Firenze i suoi trattatelli Anotomia delli vitii, Il vittorioso trionfo di Maria Vergine contra luterani e il Trattato della communione, e a Roma lo Steccato spirituale, la Navicella di l'anima, il Monte d'oratione, il Compendiolum, la Giostra spirituale e il Gioiello del vero christiano, senza poter contare molte altre opere - sarebbero almeno quaranta - che il Davidico dichiara di aver composto e che sono andate perdute.
I suoi libri hanno un unico tema: dopo aver presentato se stesso in veste di umile prete «biasmato, deriso et oltregiato» come in tutti i tempi «forono trattati li santi [ ... ] per predicare la catholica verità, per essere fedele alla sedia apostolica, per impugnar li heretici, per aprir gli occhi a li carnali, per speronare li tepidi e per scoprire l'archimia delli falsi spirituali», egli denuncia la corruzione e i vizi del mondo - cui non si sottrae lo stesso clero cattolico - l'eresia luterana, vista come esempio della decadenza dei tempi e alla quale peraltro egli non sa ribattere in termini rigorosamente teologici, la necessità di acquisire le vere virtù cristiane, virtù sostanziate di eroismo e di santità, per combattere, secondo l'esempio di fra' Battista da Crema - i cui testi egli non esita a plagiare in più occasioni - la «tiepidezza» della fede comune. Il tutto viene da lui svolto in «pagine e pagine che si susseguono senza ordine e struttura, frettolosamente abborracciate e ridondanti, sciatte e ripetitive sulla nota monocorde di una parenesi ascetica e devozionale sempre uguale a sé stessa».
I suoi scritti, che si rivolgono a lettori senza pretese, esplicitano, attraverso l'esortazione al massimo fervore religioso, messaggi ambivalenti: rispetto nei confronti della gerarchia cattolica, ma denuncia delle mancanze del clero, invettive ai luterani, ma richieste di riforma, disciplina dei fedeli, ma invito alla devozione personale.
Nella sua attività fiorentina, esplicata nel 1550, si distinse per la polemica intrapresa contro gli agostiniani Andrea Ghetti e Giuliano Brigantino di Colle di Val d'Elsa, che egli denunciò come eretici: il Brigantino, convocato a Roma, fu rinchiuso nelle carceri dell'inquisizione dove morì l'anno dopo. Sembra che tanto zelo avesse anche lo scopo di farsi notare negli ambienti gesuitici: in aprile informava lo stesso Ignazio da Loyola dell'attività da lui svolta a Firenze, informandolo della sua prossima venuta a Roma, dove gli avrebbe presentato il suo nuovo libro, l'Anotomia delli vitii, dedicato alla Compagnia di Gesù.
Forse sollecitò un suo reinserimento nella Compagnia di san Paolo, poiché Ignazio stesso invitò i barnabiti milanesi a valutare la possibilità di riprendere con sé il Davidico, dopo opportune sue penitenze, come premessa necessaria a un suo eventuale ingresso nella Compagnia del Gesù. I barnabiti ebbero buon gioco nel rispondere che Lorenzo «mai non gli è stato accettato in questo collegio e lui il sa», così che non vi era alcun motivo di doverlo reintegrare nella Congregazione.

### Le accuse al cardinale Morone
A Roma un breve di Giulio III del 12 settembre 1550 attribuì a Lorenzo il titolo di predicatore apostolico, che comportava il suo diritto a predicare e ad assolvere. Poté frequentare personaggi di grande rilievo, come i cardinali Crescenzi, Pole e Morone: nei confronti di questi ultimi due prelati, e di persone della loro cerchia, come Alvise Priuli, non tardò ad avanzare sospetti di eresia.
Il governo di Venezia decretò nel febbraio 1551 l'espulsione dal territorio della Repubblica dei barnabiti e delle angeliche della congregazione di San Paolo, evento che provocò un'inchiesta a Roma conclusa con la reclusione in un convento milanese della Negri, la separazione fra barnabite e angeliche con la clausura di queste ultime, e la condanna degli scritti di fra' Battista e l'approvazione di nuove costituzioni per i barnabiti. Il Davidico fu marginalmente coinvolto, perché sospettato, probabilmente a torto, di aver tramato, per vecchi rancori, contro la congregazione.
Trasferitosi nel 1552 a Perugia, dove pubblicò due altre operette, il Fatto de l'arme interiore e lo Sperone de' tepidi, vi allacciò relazioni con Giovanni Oliva, il vicario del vescovo, e la congregazione gesuitica: con questi rassicuranti appoggi, poté fondare una confraternita di laici, della quale si elesse padre spirituale, ai quali imponeva rigorose penitenze - nelle quali gli adepti si flagellavano pubblicamente e, vestiti di un sacco, trascinavano pesanti croci in processione - necessarie per il raggiungimento di uno stato di perfezione spirituale, e teneva omelie nelle quali il gesuita Everardo Mercuriano non tardò a ravvisare con preoccupazione i temi della predicazione dell'eretico Battista da Crema, informando lo stesso Ignazio da Loyola.

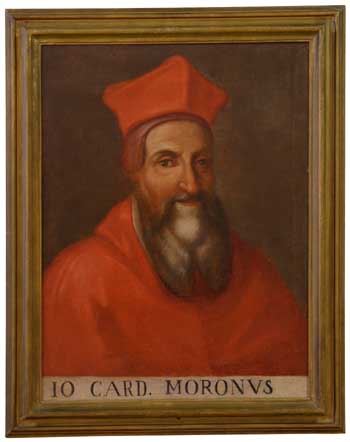
Il cardinale Giovanni Morone

Dall'imbarazzo di probabili coinvolgimenti in spiacevoli polemiche, lo trasse senza volere l'invito fattogli dal cardinale Giovanni Morone, conosciuto a Bologna quattro anni prima, di raggiungerlo nella sua nuova diocesi di Novara per contribuire all'applicazione degli Aedicta sive constitutiones, appena pubblicati dal prelato milanese allo scopo di stabilire corretti modelli di comportamento, avviando un processo di riforma e di controllo sull'attività del clero della sua diocesi. Pubblicato in fretta un nuovo opuscolo, il Candore della catholica verità, nei primi giorni di aprile del 1553 il Davidico raggiunse Novara e fu ospitato nella sede del vescovado.
Nominato dal Morone vicario foraneo e visitatore apostolico, già tre mesi dopo il Davidico fu sollevato dall'incarico e fu aperta un'inchiesta contro di lui per essersi fatto illecitamente consegnare del denaro da diversi parroci della zona e di aver avuto rapporti omosessuali con due giovani: dopo la sua confessione e la parziale restituzione delle somme, il Davidico fu espulso da Novara. A questo secondo e umiliante fallimento, egli reagirà non già con la presa di coscienza dell'inadeguatezza delle sue ambizioni, ma ricercando una clamorosa vendetta contro il cardinale Morone.
Trasferitosi a Milano, volle subito scrivere alcune lettere al cardinale che non furono però inoltrate e confidare, prima all'inquisitore di Perugia fra' Matteo Lachi e poi, a Roma, al cardinale Rodolfo Pio, del Sant'Uffizio, che certi sospetti di eresia circolanti sul conto del cardinale milanese erano certamente fondati. All'amico Lachi confidò anche di aver iniziato a scrivere contro il Morone un libro che, a suo dire, fu costretto a interrompere e a distruggere a causa delle minacce indirizzategli dal cardinale. Si allontanò da Milano passando a Spoleto e poi a Perugia, dove fece stampare nell'aprile del 1554 gli Opuscoli, dedicati al vescovo di Ceneda Michele della Torre, dove senza nominarlo, si riferisce al Morone scrivendo di un «grande hypocritaccio qual io reputava fussi un santo con le sue bone parole e poi lo trovai lutherano, et perché non volli assentire alli suoi capricci mi procurò alle spalle una gran persecutione».
Sempre in movimento, a Roma faceva stampare il Trattato delli abusi del secolo detto il Cacciavillano, dove denuncia, come villano, «chi non ama Giesù Christo», e la Davidica, dialogo in cui pone a suo interlocutore niente di meno che il re biblico e a lui si paragona, come piccolo ma combattivo combattente «della sacra santa romana Chiesa» contro i potenti persecutori Golia e Saul.
Fu molto probabilmente l'incontro con Basilio Ferrari, fratello di Bartolomeo, uno dei fondatori della Congregazione barnabita, il quale gli rimproverò la sua passata condotta scandalosa e le gravi calunne indirizzate contro il cardinale Morone, a spingere Lorenzo a chiedere a quest'ultimo «perdono ingenochiato, ché non poteva dire messa se non gli perdonava, come feci, perché mi aveva calumniato contra la verità, stimulato dal dishonore che li era stato fatto da me et dalli miei ministri, che fu per li suoi mali portamenti»
Dopo questa riconciliazione se ne andò da Roma, sempre nell'inquieta e mai appagata ricerca di una stabile sistemazione: a questo scopo ebbe modo di incontrare il cardinale Cervini, nel marzo 1555, pochi giorni prima che questi andasse al conclave che l'avrebbe eletto papa, al quale avrebbe però confidato ancora i suoi sospetti di eresia sul conto del Morone. Questo suo continuo accusare era - al di là delle sue personali convinzioni - un modo per guadagnarsi il favore dei suoi interlocutori, senza avvedersi di star costeggiando un pericolo precipizio. Convocato dall'Inquisizione, che da tempo indagava segretamente sul cardinale Morone, il 9 giugno 1555 fu interrogato: alla domanda se conoscesse persone sospette di eresia, rispose in modo contorto e ambiguo: «Facilmente potrebbe essere che io havessi intesa cosa che me havessi producta suspictione de heresia in alcuna persona [...] nondimeno, se non venite a qualche particulare, io non me ne ricordo», e all'insistenza dell'inquisitore, oppose il suo desiderio di «pensarvi su per non fare errore».
Così si concluse questo breve costituto, al quale avrebbero dovuto seguire altri interrogatori, ma il Davidico, che in realtà non aveva compreso che l'Inquisizione era interessata non già a lui ma al Morone, preso dal panico fuggì subito da Roma. Passò nelle Marche e fu a Venezia, consegnando alle stampre il suo ennesimo scritto, il Laberintho de pazzi.
Nel settembre del 1555 scrisse a Perugia il Dialogo tra messer Gulielmo Pontano perugino dottore et el reverendo messere Laurentio Davidico, rimasto inedito, nel quale tornava a presentare le sue travagliate vicende, descrivendosi come un perseguitato dei collaboratori del cardinale Morone. Nei primi giorni di ottobre tornava a Roma, deciso a «scaricarsi la coscienza» e l'8 ottobre si presentava nuovamente di fronte all'Inquisizione.

### L'arresto e il processo
Davanti all'inquisitore fra' Michele Ghislieri, di lì a dieci anni papa Pio V, prete Lorenzo, credendo di essere considerato non tanto un testimone contro il cardinale Morone ma piuttosto di essere imputato di aver calunniato un tale pezzo grosso della gerarchia ecclesiastica, ammise sì di averlo considerato luterano ma solo per sospetto e senza prove, e di aver comunicato i suoi dubbi all'ex inquisitore Matteo Lachi e al cardinale Pietro Bertani.

## Opere
- Monte d'oratione [...], Roma MDL
- Anotomia delli vitii, Firenze MDL
- Il vittorioso trionfo di Maria Vergine. Contra Luterani, Firenze MDL
- Trattato circa la communione, Fiorenza MDL
- Trattato della communione, Firenze MDL
- Steccato spirituale, Roma MDL
- Navicella di l'anima, Roma MDL
- Compendiulum cuius titulus est Thesaurus animae, 13 mensis Martii MDLI
- Giostra spirituale, Romae MDLI
- Gioiello del vero christiano, Roma a dì maggio 1552
- Fatto de arme interiore circa la spirituale Crocifissione del Christiano, Perugia MDLII a dì XXI de luglio
- Sperone de tepidi, Perugia MDLII
- Columba animae [...], Mediolani [...] MDLXII, comprendenti tre brevi trattati in latino: il De columba animae in Deo proficientis, il De congrua gratioris nominis electione, e il De mira summi Pontificis dignitate
- Tractatulus de cellae verae veneris laudibus, Patavii, MDLXVIII